# Навпрестиды
Навпрестиды («спалившие корабли») — персонажи древнегреческой мифологии. Дочери троянского царя Лаомедонта, сестры царя Приама. Их звали Айтилла (Этилла; др.-греч. Αἴθιλλα или Αἴθυλλα), Астиоха (Ἀστυόχη) и Медесикаста.
По одной из версии, после взятия Трои попали в плен и, когда греческие корабли унесло бурей, они оказались в Италии. Там пленницы сожгли греческие корабли, и эллины поселились здесь. Река, у которой они поселились, была названа Наветом, либо Нееф.
По другим, это событие произошло на полуострове Паллена во Фракии. Согласно Полиэну, сестра Приама Анфия уговорила троянских пленниц сжечь корабли у Флегры. По версии Конона, Эфилла стала пленницей Протесилая, который высадился с ней у Паллены. Она уговорила женщин сжечь корабли.